# Gong Lidžiao
Gong Lidžiao (kitajsko: 巩立姣; pinjin: Gong Lijiao), kitajska atletinja, * 24. januar 1989, Hebei, Ljudska republika Kitajska.
Nastopila je na poletnih olimpijskih igrah v letih 2008, 2012 in 2016, leta 2012 je osvojila naslov olimpijske podprvakinje v suvanju krogle, leta 2008 pa bronasto medaljo. Na svetovnih prvenstvih je osvojila naslov prvakinje leta 2017 ter srebrno in dve bronasti medalji, na svetovnih dvoranskih prvenstvih bronasto medaljo leta 2014, na azijskih prvenstvih pa naslov prvakinje leta 2009. 